# Kristy Wallace
Kristy Wallace (Loganholme, 3 gennaio 1996) è una cestista australiana, professionista nella WNBA.

## Carriera
È stata selezionata dalle Atlanta Dream al secondo giro del Draft WNBA 2018 (16ª scelta assoluta).
Con gli Australia ha disputato i Campionati mondiali del 2022.